# Special Olympics Seychellen
Special Olympics Seychellen (englisch: Special Olympics Seychelles) ist der seychellische Verband von Special Olympics International, der weltweit größten Sportbewegung für Menschen mit geistiger Beeinträchtigung und Mehrfachbeeinträchtigung. Ziel ist die sportliche Förderung dieser Personengruppe und die Sensibilisierung der Gesellschaft für sie. Außerdem betreut der Verband die seychellischen Athletinnen und Athleten bei den Special Olympics Wettbewerben.

## Geschichte
Special Olympics Seychellen wurde 1986 mit Sitz in Victoria gegründet.

## Aktivitäten
2016 waren 173 Athletinnen, Athleten und Unified Partner sowie 31 Trainer bei Special Olympics Seychellen registriert.
Der Verband nahm 2018 am Programm Athlete Leadership teil, das von Special Olympics International ins Leben gerufen worden war.

### Sportarten
Folgende Sportarten wurden 2018 vom Verband angeboten:
- Boccia (Special Olympics)
- Fußball (Special Olympics)
- Leichtathletik (Special Olympics)
- Schwimmen (Special Olympics)
- Volleyball (Special Olympics)

### Teilnahme an Weltspielen
(Quelle: )
- 2007 Special Olympics World Summer Games, Shanghai, China (6 Athletinnen und Athleten)
- 2011 Special Olympics World Summer Games, Athen (8 Athletinnen und Athleten)
- 2015 Special Olympics World Summer Games, Los Angeles, USA (7 Athletinnen und Athleten)
- 2019 Special Olympics, World Summer Games, Abu Dhabi (4 Athletinnen und Athleten)[2]
- 2023 Special Olympics, World Summer Games, Berlin (21 Athletinnen und Athleten)[3][4][5]